# تدبير الصبيان

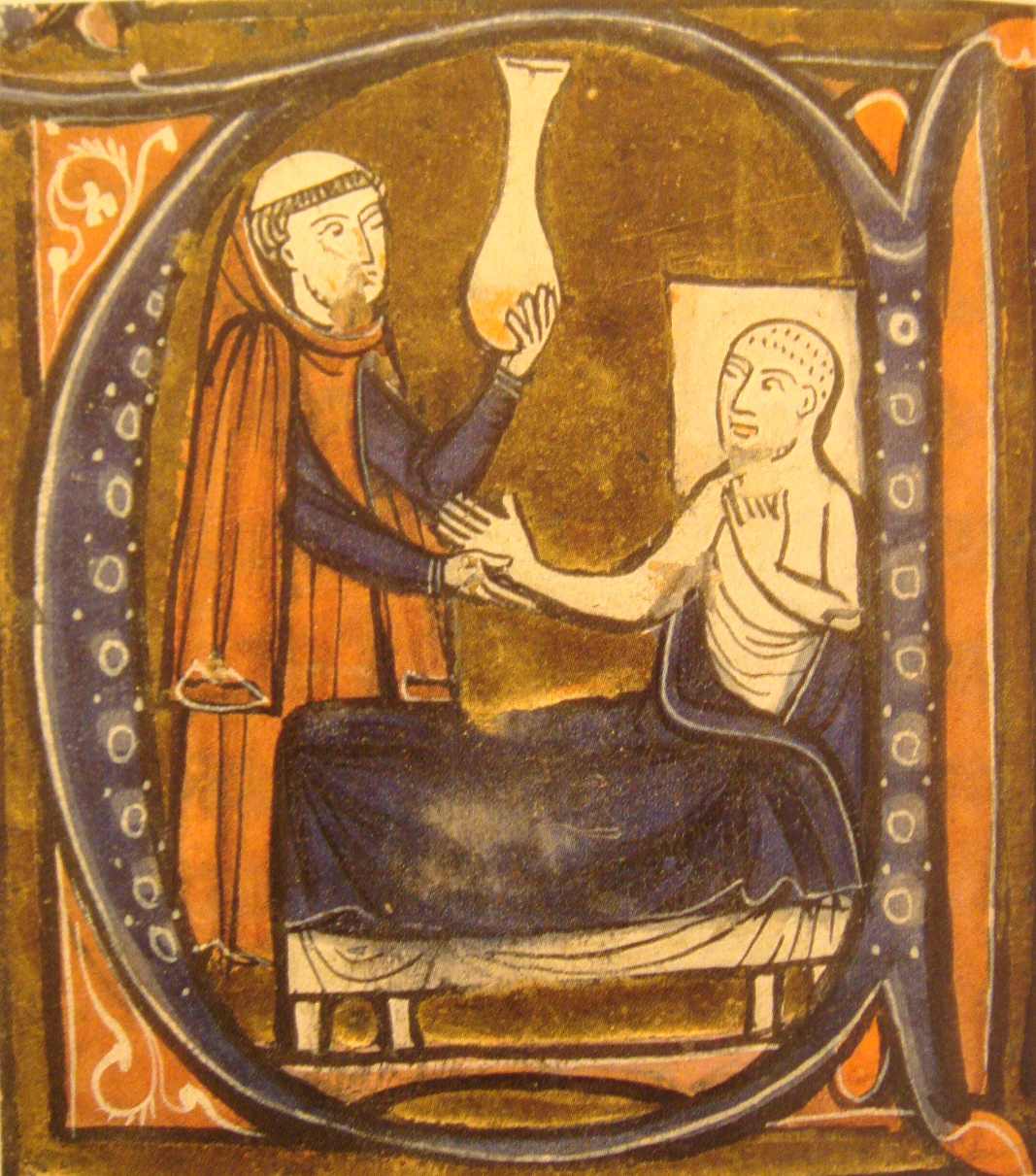

تدبير الصبيان هي رسالة في أمراض الأطفال والعناية بهم من تأليف أبي بكر محمد بن زكريا الرازي. في هذه الرسالة ولأول مرة في تاريخ الطب فصل الرازي بين طب الأطفال والأمراض النسائية وجعله يأخذ شكلا مستقلا بذاته وكان ذلك في حدود سنة 900.
النسخة العربية لهذه الرسالة مفقودة، ترجمت قديما إلى العبرية ثم إلى اللاتينية وحديثا للألمانية والإيطالية وأخيرا ترجمها رادبل ونشرها في مجلة أمراض الأطفال الأمريكية 1971 (4).

## محتوى
تحتوي الرسالة أربعة وعشرين بابا، وهي تتضمن آراء ونظريات الرازي في طب الأطفال مكتوبة بطريقة جديدة مخالفة لمن سبقه من المؤلفين والأطباء اليونانيين وبعض الأطباء العرب، حيث تناول امراض الأطفال بصورة عامة وليس كما تناوله السابقون له بتقسيم أمراض الأطفال حسب أعمارهم (أسنان الطفل).